# Amphiprion sebae
Espèce
Le Poisson-clown de Seba (Amphiprion sebae)  est une espèce de poissons osseux de la famille des pomacentridés. Il est présent de la mer d'Arabie jusqu'à l'ouest de l'Indonésie et mesure jusqu'à 14 cm.
Le poisson-clown de Seba s'associe avec l'anémone de mer Stichodactyla haddoni.